# Halina Batura-Gabryel
Halina Krystyna Batura-Gabryel – polska pulmonolog, profesor dr hab. nauk medycznych, kierownik Katedry i Kliniki Pulmonologii, Alergologii i Onkologii Pulmonologicznej Wydziału Lekarskiego Uniwersytetu Medycznego im. Karola Marcinkowskiego w Poznaniu.

## Życiorys
30 czerwca 1993 obroniła pracę doktorską Ocena występowania współistniejącego zakażenia grzybiczego u chorych z rakiem płuca, 10 października 2001 habilitowała się na podstawie pracy zatytułowanej Wybrane czynniki warunkujące występowanie grzybów rodzaju Candida u chorych z przewlekłymi chorobami układu oddechowego bez neutropenii. 26 lutego 2010 nadano jej tytuł profesora w zakresie nauk medycznych.
Została zatrudniona na stanowisku profesora zwyczajnego w Katedrze i Klinice Pulmonologii, Alergologii i Onkologii Pulmonologicznej na II Wydziale Lekarskim Uniwersytetu Medycznego im. Karola Marcinkowskiego w Poznaniu.
Jest profesorem i kierownikiem Katedry i Kliniki Pulmonologii, Alergologii i Onkologii Pulmonologicznej Wydziału Lekarskiego Uniwersytetu Medycznego im. Karola Marcinkowskiego w Poznaniu, a także członkiem zarządu Polskiego Towarzystwa Chorób Płuc.

## Odznaczenia
- Złoty Krzyż Zasługi (2020)[4]